# Vrtoče (Bosanski Petrovac)
Vrtoče (szerbül: Врточе) szerb falu Bosznia-Hercegovinában, a Bosznia-hercegovinai Föderáció Una-Szanai kantonjában, Bosanski Petrovac községben.

## Fekvése
Bosznia-Hercegovina nyugati részén, Bihácstól légvonalban 31, közúton 35 km-re délkeletre, Bosanski Petrovactól légvonalban 17, közúton 20 km-re északnyugatra, a Grmeč-hegység alatt, a Petrovaci-mező északnyugati részén, a Bosanski Petrovac-Bihács és a Bosanska Krupa-Kulen Vakuf utak kereszteződésében fekszik. Területe több részre tagolódik Vrtoče bejáratánál elválasztódva a jelentősen szűkülő főmezőtől. Ott a Radanovića Glavica (678 m) már elég közel kerül a Gradinához (711 m). A két magaslat egy keskeny átjárót hoz létre, amelyen keresztül a Rudo polje síksága a Vrtočki polje síkságába torkollik. (Mindkét mező a Petrovaci-mező része). A falut csak részben veszik körül dombok vagy hegycsúcsok, amelyek között három széles nyílás biztosítja a kényelmes átjárást a szomszédos falvakba. Nyugaton Prkosi, Oraški Brdo és bizonyos mértékig Teočak felé a falut a Koviljača, az Osoj és a Lupina védi, míg északkeleten Krnjeuša, Čučevo és Rudača felé képeznek akadályt. A Jelića Lug Vođenica felé képez határt, míg a Radanović Glavica Busije felé határolja a települést. Vrtoča vidéke teljesen víztelen. Bosanski Petrovac környékén valószínűleg ez az egyetlen falu, ahol nincs forrás. A házak főként a síkság szélét foglalják el, kisebb részük pedig a dombokra kúszik fel. A falu egyik végében a házak fölött mezők vannak. A falu több részre oszlik: Glavica (Radanovića), Kula, Doline, Redžin Kraj, Ochigrije és Gradina.

## Népessége
| Nemzetiségi csoport | Népesség 1991 | Népesség 2013 |
| ------------------- | ------------- | ------------- |
| Szerb               | 407           | 168           |
| Bosnyák             | 0             | 1             |
| Horvát              | 2             | 1             |
| Jugoszláv           | 0             | 0             |
| Egyéb               | 20            | 6             |
| Összesen            | 429           | 176           |

## Története
Vrtočében, 1091 m tengerszint feletti magasságban, a Čučevo-hegy legmagasabb erdős, de nagyon sziklás csúcsán fekszik egy magányos és nem kellően feltárt vár. A vár egy kisebb belső várból és egy nagyobb külső várból áll, melyeket nyugatról és északról, részben északnyugatról 2-3 méter magas kősánc vesz körül, déli és nyugati oldaláról pedig a függőleges sziklák által kellően védettek. Az erőd teljes hossza délkeletről északkeletre 360 m, legnagyobb szélessége a déli végén 170 m. Mivel az illírek a mezők feletti magasságokban építették erődöket, ellentétben a rómaiakkal, akik a mezőkön és az utak mentén építettek, ez az erőd minden bizonnyal az illír korból származik.
A síkság felett van egy 711 m-es tengerszint feletti magasságú nagyobb domb, amelyet kőből és földből épített sánc vesz körül. Ez a vár is és egy belső és egy külső várból áll. Alakja szabálytalan ellipszis, mely délen egy csúcsban végződik. Hossza északról déli irányban 295 m, szélessége 140 m. A sáncok magassága belül eléri az 1 métert, kívül pedig körülbelül 2 métert. A várban és annak közvetlen környezetében római sírok is voltak, mert a templom mellett egy kőből készült római szarkofág fedele fekszik. A szarkofág 2,2 m hosszú, 1,3 m széles és oromzattal díszített. Találtak még itt egy kis bronztöredéket, egy malomkő töredéket, egy törött agyagtányért és egy csomó, kézzel készített agyagedényt. Az egykori külső vár területén épült fel a középkorban a falu temploma, mely a török hódítás során elpusztult. Ennek a maradványaira épült később a mai ortodox templom.

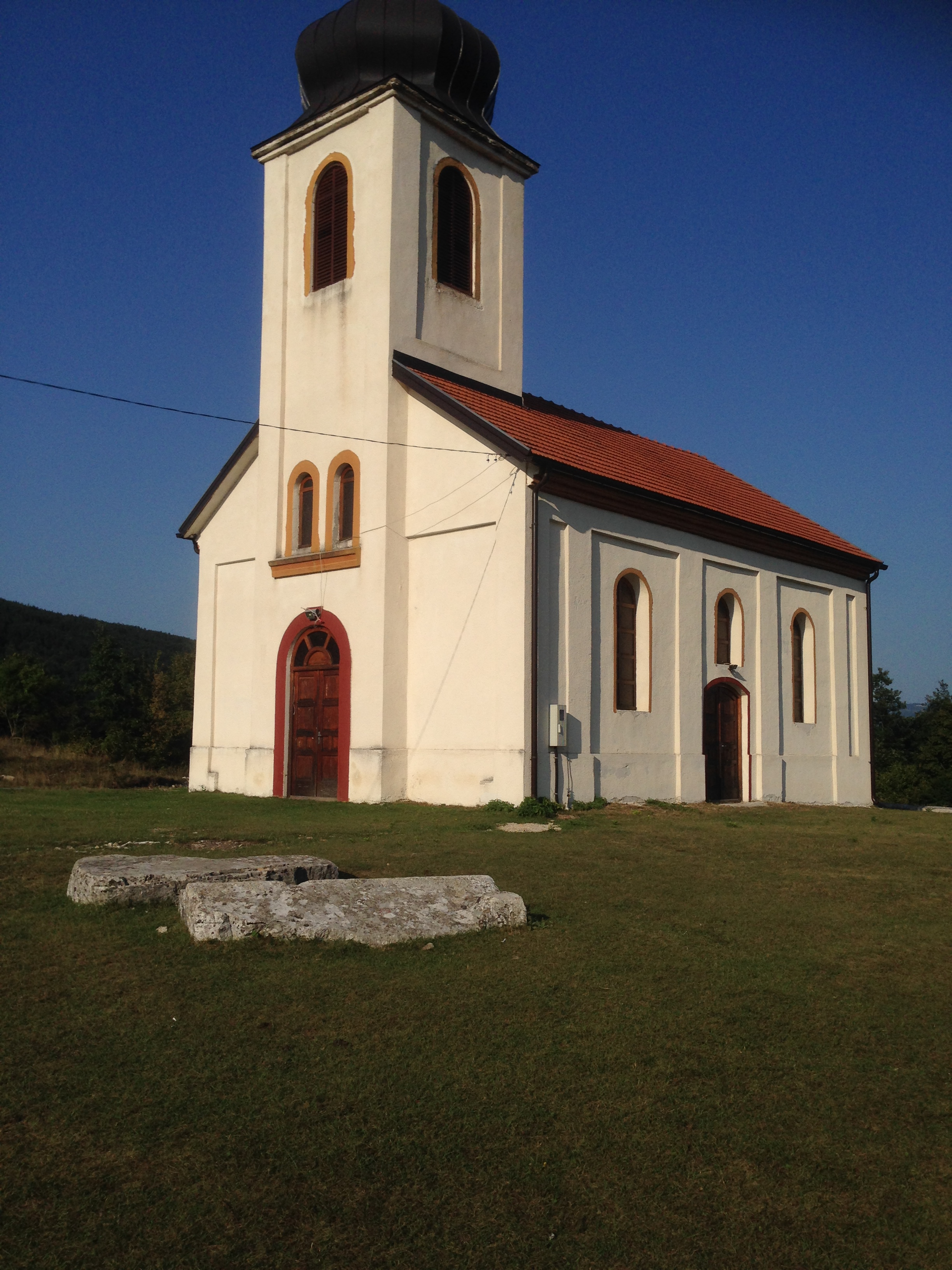
A vrtočei templom, előtérben a középkori sírkövekkel

300 évvel ezelőtt ezek a területek teljesen vagy részben elhagyatottak voltak. Az 1699-es karlócai béke után megindult a muszlim lakosság bevándorlása. Előbb bosnyákok költöztek be, amit a temető maradványai is tanúsítanak. A keresztény lakosság nagyobb számban Bosznia Ausztria-Magyarország általi 1878-as annektálása után Likából és Korbavából települt be, míg a bosnyákok később teljesen elköltöztek. A bevándorlók többsége ortodox volt, de számos katolikus horvát is bevándorolt. Minden közösség együtt vett részt a társadalmi élet minden formájában. A régebb óta itt élő ortodoxok eleinte tartózkodóak voltak az újonnan betelepült ortodoxokkal szemben, de ez hamar megszűnt. A katolikus horvátoknál lassabban ment végbe a beilleszkedés. A későbbi nemzedékek azonban nem emlékeztek a régi vidékről származó régi viszályokra, jószomszédi és keresztapa kapcsolatok alakultak ki, személyesen segítették egymást, akár fizikai munkában, akár anyagilag, így a katolikusok anyagilag segítették a szerb ortodox egyház építését.
Miután a falu 1941-ben a Független Horvát Állam uralma alá került, tragikus események zajlottak. Az aktuális helyzettől és az erőviszonyoktól függően a németek, olaszok, usztasák, csetnikek és partizánok váltakozó uralma alatt egymást is gyilkolva szerbek és horvátok egyaránt meghaltak. 1941 júliusának végén és augusztusában szerb felkelés tört ki a horvát uralom ellen, amely tömeggyilkosságokat és horvátok tömeges kiűzését eredményezte ezen a vidéken. A csetnikek és más szerb lázadók Mane Rovkić vezetésével 1941. augusztus 8-án hatoltak be Vrtoče faluba. Miután gyorsan megölték a falu néhány usztasa őrét, horvát civileket mészároltak le. Első áldozataik között a helyi usztasa vezető, Miroslav Matijević családtagjai voltak, idős szüleit lemészárolták, lefejezték, és fejüket karókra tűzték. A Matijević család kilenc másik tagját hasonló módon ölték meg. A lázadók és a csetnikek ezután kivégeztek minden más, a faluban maradt horvát civilt, beleértve a falu vezetőjét és a helyi katolikus papot. Sok áldozatot megcsonkítottak. A mészárlás során összesen 70 horvát civil vesztette életét, főként nők, gyerekek és idősek.
A vrtočei mészárlás után a csetnik-kommunista bandák a szomszédos Krnjeuša falu horvátjai ellen követtek el bűncselekményeket.

## Gazdaság

A nemzeti felszabadító háború (NOB) emlékműve

A faluban egy szövetkezet működik, ahol hízócsirkéket nevelnek, valamint a csirkék vágóhídi feldolgozását és a húspiac napi ellátását végzik. A szövetkezet emellett elsősorban saját szükségletre, kisebb részben a piac igényeire koncentrált élelmiszer előállításával is foglalkozik. A termelés, azaz a hetes pulyka tenyésztése, a búza- és tritikálétermelés, valamint a burgonyatermesztés szezonális termékek, amelyek jelentős helyet foglalnak el a szövetkezet tevékenységében.
A faluban található a Čardaklije nevű tanya is, amely atmoszféréjéval és hangulatával az ősi, mára elfeledett időkbe repít vissza. Létesítésének ötletét két testvér, Zoran és Zdravko Radošević indították el. Čardaklijén az emberek úgy élnek és dolgoznak, ahogyan Radoševićék ősei éltek és dolgoztak 150 évvel ezelőtt. A Radoševićiek, akiknek vezetékneve a 14. századból származik, a Velebit alatti Likából származnak. Történetük szerint egy vak öregember vak lovon vezette őket Grmeč déli lejtői alá, oda, ahol a Skakavac-patak egy szikláról zuhog alá, és megparancsolta nekik: "Itt álljatok meg, itt tanyát verünk." Ezen a helyen Radoševićék csaknem egy egész évszázadot töltöttek, majd többen közülük továbbköltöztek a hegy lábához, sőt néhányan átmentek a hegyen is. 1858-ban a három testvér egyike, Ilija elköltözött a testvérektől. Szokatlan, magas és karcsú házat épített, amelyet a helyiek „čardak”-nak, lakóit pedig „Čardaklije”-nek neveztek. Ilia fia volt Nikola. Nikola három fia közül az egyik, Vid az ingatlanon maradt, földműveléssel foglalkozott, és haláláig fenntartotta a háztartást. Az a ház már régen eltűnt, Ilija és Nikola, Vid dédapa is meghalt, de a „Čardaklije” a mai napig megmaradt, hogy fenntartsa az ősök hagyományát. Ma a Čardaklije azon kívül, hogy a pihenést szolgálja lehetőséget kínál a régi, hagyományos mesterségek megismerésére, mint például a szövés, a kovácsolás, a gyapjúfonás, mindezt azzal a céllal, hogy felelevenítsék a hagyományokat és elősegítsék e régió fejlődését.

## Nevezetességei

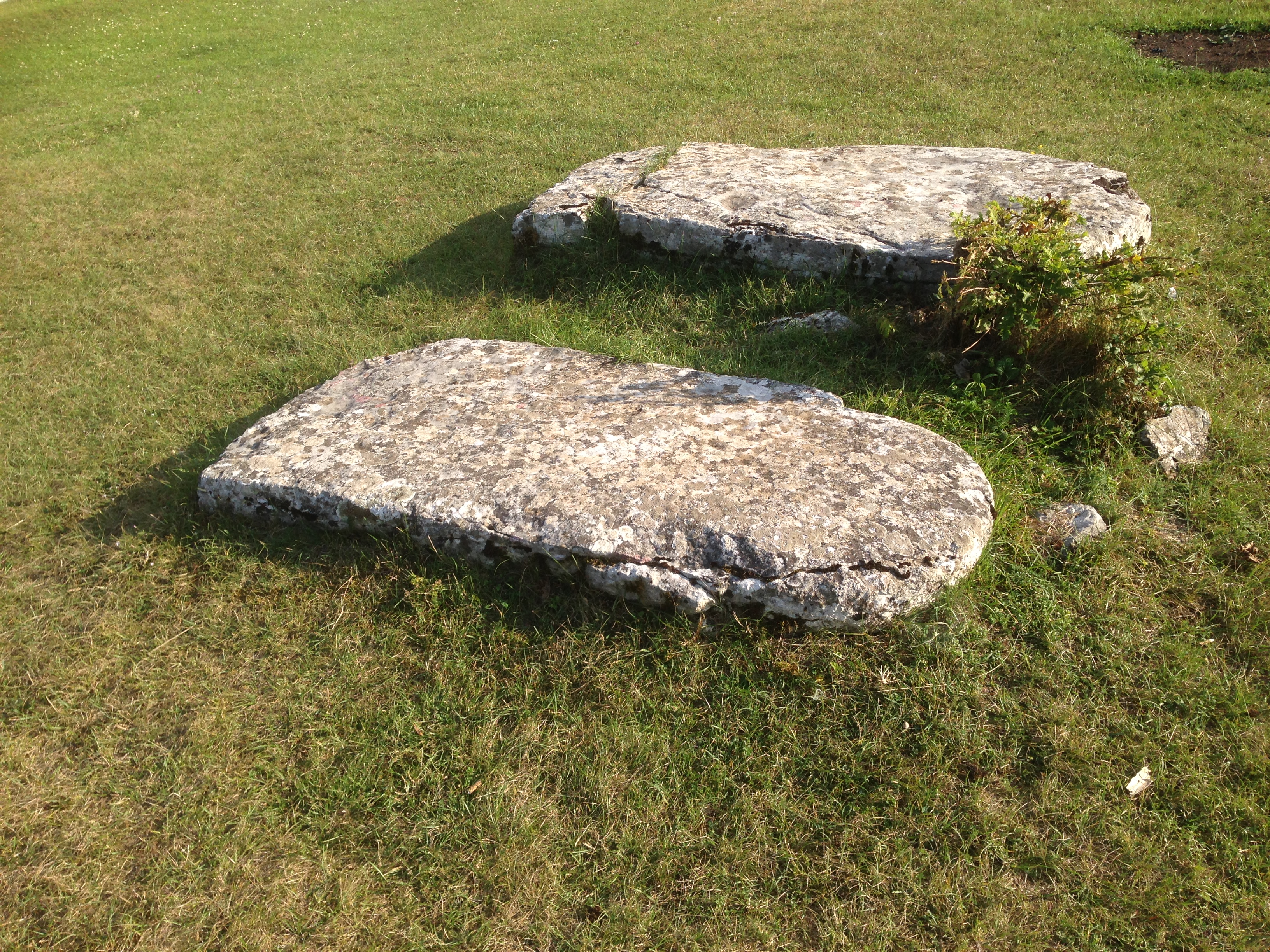
Fekvő középkori sírkövek a templom mellett

- Gradina – az őskortól a késő középkorig folyamatosan használt vár maradványai. A külső várban épült a közelmúltban a vrtočei ortodox templom, amely egy korábbi, középkori templom alapjain áll. A templom körül tábla formájú stećakok fekszenek, melyek közül az egyik rövid oldalán lekerekített és félholddal díszített, míg a másik végén téglalap alakú, liliommal és kereszttel díszítve.[7]

- Szent Illés próféta tiszteletére szentelt ortodox temploma. Harangtornyát a boszniai háború idején lerombolták.

- A vrtočei központi emlékmű teljesen felújított, és szimbolikájával a második világháború és a fasiszta terror Vrtoč, Bjelaj, Prkos és Oraški Brdo térségében elesett 408 harcosának és 768 áldozatának emlékét őrzi.

- Vrtoče határában, a Redžina kraj nevű területen 730 m magasságban található a Gaća jama nevű karsztbarlang. Ennél a barlangnyílásnál 20 m-rel alacsonyabban van még egy, mindössze 40 cm-es nyílás, a Mala jama. A beledobott kő hosszú ideig, akár 30 másodpercig is hangot ad. A két barlang közötti kapcsolat nagyon valószínű. A kis- és nagyterem a mennyezet beszakadásával és beomlásával jött létre. Emiatt a barlang nagyon mély. A Mala jamával a kürtő biztosítja a kapcsolatot. A Gača jama vizsgálata során megállapították, hogy az az egykori Petrovac-folyó egyik víznyelője volt, amely a torkolattól a forrás felé történő visszaszorulása és lerövidülése során keletkezett. Ez különösen jól látszik abból, hogy északnyugati irányban, Bihács felé még két hasonló barlang található, az egyik Dugo poljéban, míg a másik Koviljača alatt.

- Rudo poljében, a Gromače határán, a Krnjeušába vezető út bal oldalán található az Avdija-barlang. A bejárat a terep síkjában, 573 m magasságban van. A barlang meglehetősen kicsi, egy egyszerű, krétakori mészkőbe vájt járatból áll, mely a lezuhanó vizek hatására jött létre.[13]

- Čucevo – illír erődtmény maradványai.[6]

## Fordítás
- Ez a szócikk részben vagy egészben  a   Vrtoče (Bosanski Petrovac) című bosnyák Wikipédia-szócikk ezen változatának fordításán alapul.  Az eredeti cikk szerkesztőit annak laptörténete sorolja fel. Ez a jelzés csupán a megfogalmazás eredetét és a szerzői jogokat jelzi, nem szolgál a cikkben szereplő információk forrásmegjelöléseként.
- Ez a szócikk részben vagy egészben  a   Vrtoče (Bosanski Petrovac, BiH) című horvát Wikipédia-szócikk ezen változatának fordításán alapul.  Az eredeti cikk szerkesztőit annak laptörténete sorolja fel. Ez a jelzés csupán a megfogalmazás eredetét és a szerzői jogokat jelzi, nem szolgál a cikkben szereplő információk forrásmegjelöléseként.
- Ez a szócikk részben vagy egészben  a   Vrtoče massacre című angol Wikipédia-szócikk ezen változatának fordításán alapul.  Az eredeti cikk szerkesztőit annak laptörténete sorolja fel. Ez a jelzés csupán a megfogalmazás eredetét és a szerzői jogokat jelzi, nem szolgál a cikkben szereplő információk forrásmegjelöléseként.